# 2,2'-联嘧啶
2,2'-联嘧啶是一种有机化合物，化学式为(C4H3N2)2。它是白色固体，在配位化学中用作桥联配体。
它可由2-碘嘧啶在铜催化下的乌尔曼偶合反应制得。它和溴加热反应，可以得到5,5'-二溴-2,2'-联嘧啶。它和氯化钯反应，得到(μ-2,2'-联嘧啶)合二(二氯钯)，Pd2Cl4(C8H6N4)。